# Prosotas ardates
Prosotas ardates är en fjärilsart som beskrevs av Moore 1874. Prosotas ardates ingår i släktet Prosotas och familjen juvelvingar. Inga underarter finns listade i Catalogue of Life.